# Большая танагра
Большая танагра (лат. Oreomanes fraseri) — вид воробьиных птиц из семейства танагровых, единственный в одноимённом роде (Oreomanes).

## Систематика
Вид был впервые описан британским зоологом Филипом Склейтером (англ. Philip Lutley Sclater; 1829—1913) в 1860 году под названием Oreomanes fraseri. Видовое латинское название дано в честь британского зоолога Луиса Фрейзера (англ. Louis Fraser; 1810—1866), который предоставил первый экземпляр данного вида с горы Чимборасо. В 1919 году американский орнитолог Фрэнк Миклер Чепмен (англ. Frank Michler Chapman; 1864—1945) описал второй вид в данном роде O. binghami. Однако позднее было показано, что описанный экземпляр являлся неполовозрелой особью O. fraseri. В 2014 году группа американских генетиков провела масштабную таксономическую ревизию семейства танагровых. Вид O. fraseri был помещён в род Conirostrum. Поскольку латинское название fraseri уже было ранее присвоено одному из представителей рода Conirostrum — подвиду серого остроклювого певуна (Conirostrum cinereum fraseri), то большой танагре дали латинское название по младшему синониму Conirostrum binghami. Американский орнитологический союз (англ. American Ornithologists' Union, AOU) принял данную ревизию. Однако международный союз орнитологов (англ. International Ornithologists' Union, IOC) пока считает большую танагру представителем монотипического рода Oreomanes.

## Описание
Небольшая птица длиной 16,5 см, масса тела 22—27 г. Клюв длинный, прямой, конической формы, заострённый. Оперение спины и крыльев у большой танагры серо-голубого цвета. Грудь, брюхо и околоклоачная область каштанового цвета. На каждой щеке по большому белому пятну. Вокруг глаз проходит тёмно-каштановая окантовка, над глазами коричневое пятно с тонкой белой окантовкой на бровях. Радужная оболочка коричневая. Клюв от тёмно-синего до чёрного цвета; рамфотека верхней челюсти темнее, чем на нижней. Цевка серо-коричневая, тёмно-серая или чёрная. Верхняя часть головы светлая. Половой диморфизм у взрослых особей не выражен. У неполовозрелых особей верхняя часть головы в основном тёмная; нижняя часть щёк, горло и надбровье белые; горло испещрено сине-серыми пятнами; нижняя часть тела более светлая, чем у взрослых. Молодые особи сходны по внешнему виду с неполовозрелыми; только спина и крылья коричневатые, а горло беловатое.
Практически ничего не известно о времени и последовательности линек у большой танагры. Однако молодь в возрасте пяти недель ещё хорошо отличается от взрослых особей по окраске оперения.

## Ареал и места обитания
Встречаются только в Южной Америке. Широко распространены от юга Колумбии до северо-запада Чили, включая Перу и Боливию. Ареал прерывистый, в некоторых районах большая танагра является обычным видов, а в других — довольно редким. Это связано с чёткой привязанностью этих птиц к определённым биотопам. Обитают в горных лесах Анд, в районах произрастания деревьев рода Polylepis, на высоте от 3000 до 4500 метров над уровнем моря. Предпочитают участки со зрелыми деревьями в качестве кормовых территорий, а также для отдыха и ночёвки. Избегают окраин леса, где более вероятны экстремальные колебания температуры. В конце 1990-х обнаружен на северо-западе Аргентины.

## Вокализация
Во время поиска пищи ведут себя тихо и незаметно. Позывки включают умеренной высоты звуки, похожие на «keek» или «eek», издаваемые в полёте, и высокий жалобный свист «ssit ssit ssit» или «sseet sseet». Песня состоит из быстрой серии тихих свистов, писка и тонких высоких нот «whip-whee-which-chit, ti-chip ti-whit-ti, whip-whee-wit».

## Питание
Преимущественно насекомоядные птицы. В состав рациона входят гусеницы, жуки, мелкие бабочки, личинки и пауки. Больших танагр наблюдали на цветках эпифитов (Tristerix spp). Часто отмечались в поисках тлей среди листвы и мха на земле.

## Размножение
В Боливии сезон размножения большой танагры продолжается с сентября до декабря, в начале сезона дождей. Все обнаруженные гнёзда большой танагры были расположены во внутренних частях леса. Гнёзда чашеобразной формы, открытые. Внешняя высота гнезда 9,5 ± 0,7 см, а ширина 20 ± 1 см. Гнёзда сооружались только на деревьях рода Polylepis между ветвями и были хорошо замаскированы в листве. Для гнездования выбирались не самые старые деревья со средней высотой 3,16 м. Средняя высота расположения гнезда равнялась 2,43 м. Для сооружения гнезда использовались различные материалы. Внешняя часть гнёзд состояла из веточек и палочек, переплетённых мягким растительным материалом. Внутри гнездо выстилалось мхом, тонкими полосками коры, перьями и овечьей шерстью. Во всех гнёздах основными растительными материалами были различные части деревьев рода Polylepis.
В кладке обычно два яйца, белые с мелкими коричневыми пятнышками. Масса одного яйца около 3 г. Наблюдались гнёзда с одним и тремя птенцами.
В насиживании участвуют оба родителя. Выкармливают птенцов также оба родителя, при этом один из них улетает за кормом, а другой в это время охраняет гнездо, сидя на ближайшей к гнезду ветке. Птенцы оперяются через 14—16 дней. После вылета молодь держится вместе с родителями по-крайней мере в течение 5 недель, хотя оперившихся птенцов наблюдали в небольших конспецифических стайках.